# ケベック州政府在パリ事務所
ケベック州政府在パリ事務所 (ケベックしゅうせいふざいパリじむしょ、仏語:Délégation générale du Québec à Paris) はフランスにおけるケベック州政府の利益を代表し、ヨーロッパにおけるケベック文化の普及を目的とした組織である。フランスとモナコを担当している。

## 概要
事務所はパリ16区のペルゴレーズ通り66番地にあり、大使館に準じる外交特権を享受している。
事務所の役割は、政治、通商・投資、文化・教育など多岐にわたる。日本のケベック州事務所との違いは、ケベック州とフランスの政府、地方自治体との関係の調整、国会議員や政党との関係促進、州政府の公職者の訪仏支援、フランス政府の施策の分析などの政治部門の活動も重視していることである。
事務所には1万7000冊の書籍と1500の各種コンテンツを収蔵した図書館がある。また州政府国際関係省が所管するさまざまな文化交流イベントが行われている。
ケベック州への旅行、ビジネス、移民のための情報を提供する一方で、在仏ケベック州民への便宜もはかっている。

## 歴史
ケベック州の利益代表は1882年にエクトル・ファーブルが代表に任命されたことにさかのぼる。ファーブルはカナダ政府の代表も兼任していた。2代目のフィリップ・ロイも同様に州・連邦の代表を兼務していたが、オタワの保守党政権の反対により、ロイの兼任は解かれた。
1961年にケベック州は、半世紀ぶりに独自の代表部をパリに設置した。1967年からはフランスは歴史的、文化的、経済的な関係を踏まえてケベックと「直接的で、特権的な関係」を維持するようになった。
2011年10月には在パリ事務所開設50周年を記念した行事が、ジャン・シャレ州首相出席のもと開催された。

## 在パリケベック州代表の一覧
- 1882 - 1910 : エクトル・ファーブル
- 1911 - 1912 : フィリップ・ロイ
- 1961 - 1965 : Charles A. Lussier
- 1965 - 1976 : Jean Chapdelaine
- 1976 - 1976 : Fernand Gourdeau
- 1976 - 1976 : François Cloutier
- 1977 - 1979 : Jean Deschamps
- 1979 - 1984 : Yves Michaud
- 1984 - 1985 : Louise Beaudoin
- 1985 - 1986 : Claude Roque
- 1986 - 1990 : Jean-Louis Ro
- 1990 - 1991 : Marcel Bergeron
- 1991 - 1993 : André Dufour
- 1993 - 1996 : Claude Roquet
- 1996 - 1997 : Marcel Masse
- 1997 - 2000 : Michel Lucier
- 2000 - 2006 : Clément Duhaime
- 2006 - 2010 : Wilfrid-Guy Licari
- 2010 - 現在 : Michel Robitaille